# Kabiye
Kabiye (výslovnost: [kàbɪjɛ̀] , v kabiye [Kabɩyɛ], též [kabiyé]IPA) je nigerokonžský jazyk, kterým se mluví hlavně v severním Togu, ale také v Ghaně a Beninu. Je to jeden ze dvou národních jazyků Toga (tím druhým je eveština). Kabiye je rodným jazykem asi 23 % populace Toga.
Jedná se o tónový jazyk. Píše se latinkou s mnoha speciálními znaky, většinou vypůjčenými z abecedy IPA. Slovosled je typu SVO (podmět-přísudek-předmět).

## Příklady

### Číslovky
| Kabiye   | Česky |
| kʋɖʋm    | jeden |
| naalɛ    | dva   |
| naadozo  | tři   |
| naanaza  | čtyři |
| kagbanzɩ | pět   |
| loɖo     | šest  |
| lʋbɛ     | sedm  |
| lutozo   | osm   |
| nakʋ     | devět |
| hiu      | deset |

## Ukázka textu v kabiye
Man-kabɩyɛ kʋnʋŋ, ŋɖewa pɩfɛyɩ naʋ. Yee pɔyɔɔdʋʋ-ŋ nɛ ɛyʋ welesi yɔ, pɩwɛ-ɩ ɛzɩ wondu peteɣ. Ɛlɛ, yee ɛyʋ ɛwɛɛ nɛ ɛɛmaɣzɩɣ ñɔ-yɔɔ camɩyɛ yɔ, ɛɛnaɣ ñe-ɖeu. Nɔɔyʋ ewelesiɣ pɩŋŋ nɛ ɛnɩɩ pɔyɔɔdʋʋ-ŋ yɔ, pɩlakɩ-ɩ ɛzɩ ɛtazɩ nɛ ɛna ñɛ-wɛtʋ yɔ, pɩɩsaŋɩ-ɩ se eyele. Ŋwɛ yuŋ weyi nɛ ɛyʋ ɛɛtɛŋ ñɔ-tɔm yɔ, pɩtɩna nɛ ɛyʋ ɛɖɔkɩ-ŋ pɩfɛyɩ yebu ; Ñɛ-wɛtʋ lɩnɩ le nɛ paasɩŋ ñɔ-tɔm ? Tɔm kɔpɔzaɣ ŋga ɖicosuu-kɛ tobi. Ñɛ-wɛtʋ nɛ tɩ-tɩ solo, mbʋ pʋyɔɔ yɔ ɖooo ŋŋwɛɛ, natʋyʋ taasoki ña-taa se tɩpɩsɩ-ŋ nɔɔyʋjaʋ. Kabɩyɛ kʋnʋŋ, ña-pɩɣa canɩɣna-ŋ nɛ kewiliɣ-ŋ, nɛ kasaŋ-ŋ ño-yuŋ, ñe-ɖeu nɛ ñe-leleŋ yɔɔ.
Otče náš (modlitba Páně):
Đa-Caa weyi
ña ŋwɛ ɛsɔdaa yɔ,
ña-hɩɖɛ ɛsɛɛ paa le

### Všeobecná deklarace lidských práv
| kabiye | Palʊlʊʊ ɛyaaa nɛ pa-tɩ yɔɔ wɛʊ kpaagbaa nɛ pɛwɛɛ kɩmaŋ wala ɛsɩndaa. Palʊlʊʊ-wɛ nɛ pɔ-lɔŋ nɛ pa-aɣzɩm; mbʊ yekina nɛ pɔsɔɔlɩ ɖama se pɛkɛ ɛyaa pa-tɩŋgɛ. |
| česky  | Všichni lidé se rodí svobodní a sobě rovní co do důstojnosti a práv. Jsou nadáni rozumem a svědomím a mají spolu jednat v duchu bratrství.               |